# Saúde
Saúde este un oraș în statul Bahia (BA) din Brazilia.